# Netta peposaca
Netta peposaca е вид птица от семейство Патицови (Anatidae).

## Разпространение
Видът е разпространен в Аржентина, Боливия, Бразилия, Парагвай, Уругвай и Чили.